# Clădirea fostei clinici de boli oftalmice pentru copii fondată de medicul Iulia Kviatkovski (Chișinău)
Clădirea fostei clinici de boli oftalmice pentru copii fondată de medicul Iulia Kviatkovski este o clădire amplasată pe str. București, 116 în Chișinău, Republica Moldova. Este un monument istoric de importanță națională inclus în Registrul monumentelor Republicii Moldova ocrotite de stat cu nr. 197 (municipiul Chișinău). Datează de la înc. sec. XX.